# 9e régiment de hussards (Autriche-Hongrie)
Pour les articles homonymes, voir 9e régiment.
Le 9e régiment de hussards, connu à partir de 1888 comme 9e régiment de hussards « comte Nádasdy », est un régiment constitué en 1688 dans l'armée du Royaume de Hongrie. Avec l'Armée impériale de la monarchie de Habsbourg, il se distingue pendant la guerre de Sept Ans. Devenu un régiment de l'armée commune austro-hongroise en 1867, il est dissous en 1918.

## Histoire

### Création du régiment par Czobor
Dans un décret datant 10 décembre 1688, le Comte Czobor ordonna la création de deux régiments de 1000 hommes en Haute-Hongrie (actuelle Slovaquie), et ce à partir d'un régiment irrégulier appartenant à Czobor.
Le premier régiment devint le premier régiment régulier de hussards de l'armée royale de Hongrie.
Le deuxième régiment, resté la propriété du comte Czobor et repris à la mort de Czobor en 1691 par Adam Kollonits, est dissous en 1721.

### Dates clés
Voici les quelques dates clés du régiment :
- Le 10 décembre 1688 : création du régiment par Czobor
- 1690 : Incorporation des troupes surnuméraire et des officiers du régiment Deák Hussars.
- 1700 : Alors que le régiment était destiné à se dissoudre, il est réorganisé et laissé en service.
- 1706 : Incorporation des éléments dissous des régiments de hussards Gombos, Czungenberg et Csáky
- 1721 : L'unité est laissée dans un très mauvais état et est fusionnée avec les Hussards de Joseph Esterházy
- 1748 : Un escadron du Husaren-Regiments Trips est incorporé
- 1768 : Un escadron des Hussards de Emerich Esterházy est incorporé
- 1769 : Le régiment reçoit le numéro 11 dans le classement de la cavalerie impériale
- 1775 : La division du colonel des hussards du colonel Wurmser est incorporée
- 1888 : Il est convenu que le régiment portera le nom de l'un de ses colonels emblématiques : Ferenc III Nádasdy[1]

## Composition du régiment
Le régiment était composé en 1914 de 81 % de Magyars et de 19 % d'autres peuples.